# Кјузурела (Бриндизи)
Кјузурела (итал. Chiusurella) је насеље у Италији у округу Бриндизи, региону Апулија.
Према процени из 2011. у насељу је живело 146 становника. Насеље се налази на надморској висини од 94 м.